# The Wolf Among Us 2
The Wolf Among Us 2 — епізодична відеогра в жанрі графічної пригоди, яка розробляється Telltale Games та AdHoc Studio і буде видана Telltale та Athlon Games. Вона ґрунтується на серії коміксів Fables видавництва Vertigo Comics і є продовженням відеогри The Wolf Among Us (2013). Сюжетна історія відбувається в Нью-Йорку через пів року після подій у першій частині.
Оригінальна Telltale Games займалася розробкою The Wolf Among Us 2 до вересня 2018 року, коли було оголошено про її закриття через «непереборні труднощі». Розробка проєкту розпочалася наново після того, як компанія LCG Entertainment придбала більшість активів Telltale, змінивши свою торгову назву на Telltale Games. Реформована Telltale, як і співрозробник AdHoc Studio, складається з багатьох колишніх робітників оригінальної Telltale, включно з деякими розробниками The Wolf Among Us. Команда використовує ігровий рушій Unreal Engine 5 замість Telltale Tools, на якому ґрунтується перша частина, щоб удосконалити різні аспекти ігрового процесу. The Wolf Among Us 2 буде випущена для PlayStation 4, PlayStation 5, Windows, Xbox One та Xbox Series X/S у 2024 році.

## Розробка
The Wolf Among Us 2 розробляється реформованою Telltale Games та AdHoc Studio, які складаються з багатьох колишніх робітників оригінальної Telltale Games, включно з тими, хто працював над першою частиною (2013); AdHoc відповідає за наративні й кінематографічні аспекти, тоді як реформована Telltale займається рештою. Спочатку Telltale планувала залучити до розробки Deck Nine, що раніше працювала над грою Before the Storm (2017) із серії Life Is Strange, проте зрештою доручила студії The Expanse (2023). Нік Герман і Денніс Ленарт є співдиректорами The Wolf Among Us 2, а П'єр Шоретт та Зак Літтон — сценаристом і програмістом відповідно. Джаред Емерсон-Джонсон, який написав музику до The Wolf Among Us і багатьох інших ігор Telltale, є композитором продовження, тоді як Адам Гаррінґтон та Ерін Іветт знову озвучили Біґбі Вовка і Сноу Вайт відповідно.
Після того, як оригінальна Telltale Games випустила останній епізод The Wolf Among Us в липні 2014 року, студія міркувала про створення продовження, але не мала достатньо часу на його розробку через роботу над іншими проєктами, як-от Tales from the Borderlands (2014), Minecraft: Story Mode та Game of Thrones (2014); зрештою Telltale розпочала розробку The Wolf Among Us 2 пізніше. За словами Джоба Стаффера, керівника відділу творчих комунікацій оригінальної Telltale, команда планувала зробити наративний акцент на Біґбі та Сноу в The Wolf Among Us 2, замість того, щоби продовжувати сюжетну історію з першої частини, неоднозначне завершення якої студія вважала «відкритим для інтерпретацій». У вересні 2018 року Telltale раптово повідомила про своє закриття через «непереборні труднощі», тому розробка продовження The Wolf Among Us була припинена.
У серпні 2019 року компанія LCG Entertainment оголосила про придбання більшості активів Telltale, включно із The Wolf Among Us, і використання торгової назви Telltale Games для розробки та видання майбутніх проєктів. Виконавчий директор Telltale Джеймі Оттілі заявив, що студія «повністю перезапустила» розробку продовження і не використовуватиме колишні напрацювання. За його словами, реформована Telltale обрала The Wolf Among Us 2 своїм першим проєктом, оскільки The Wolf Among Us була «однією з найуспішніших ігор колишньої Telltale [...]. Також [продовження стало б] чудовою точкою з'єднання з тим, чим була Telltale». Герман зауважив, що попри численні відмінності від першої частини, продовження «служить початковому баченню проєкту». На відміну від циклу розробки в оригінальній Telltale, коли кожен епізод розроблявся окремо, усі епізоди продовження створюються одночасно — підхід, який дав розробникам можливість приділити більше уваги різним аспектам ігрового процесу, а також уникнути кранчів. Розробники прагнуть створити сюжетні лінії, які «виглядали б самостійними» та сприятливими для гравців, незнайомих із першою частиною.
The Wolf Among Us 2 створюється на основі ігрового рушія Unreal Engine 5. Хоча розробники спочатку використовували Unreal Engine 4, вони вирішили перейти на новітніший Unreal Engine через його більш розширені можливості, попри те, що їм доведеться переглянути «досить багато роботи». Застосування Unreal Engine вимагало оновлення ігрового процесу, включно з короткочасними подіями, і було зумовлено його перевагами над пропрієтарним рушієм Telltale Tools, який використовувався для розробки першої частини. Перехід з Telltale Tools також дав розробниками нагоду запровадити механіки, які не були додані в першу гру через технічні обмеження.

## Маркетинг й випуск
The Wolf Among Us 2 від оригінальної Telltale була анонсована 19 липня 2017 року. Того ж дня було оголошено про її випуск у другій половині 2018 року для Android, iOS, MacOS, PlayStation 4, Windows та Xbox One; у травні 2018-го Telltale повідомила, що випуск гри було перенесено на наступний рік. Після реформації Telltale, The Wolf Among Us 2 була повторно анонсована 12 грудня 2019-го під час церемонії The Game Awards, де було представлено тизер-трейлер. У лютому 2022 року було показано повноцінний трейлер. Гра буде випущена епізодично у 2024 році для Windows, PlayStation 4, PlayStation 5, Xbox One та Xbox Series X/S; раніше її випуск було перенесено з 2023-го через зміну рушія та задля уникнення кранчів.